# Maria De Mattias
Maria Matilda De Mattias, A.S.C. (4. února 1805, Vallecorsa – 20. srpna 1866, Řím) byla italská římskokatolická řeholnice, zakladatelka a členka kongregace Sester adorátorek Kristovy krve. Katolická církev ji uctívá jako světici.

## Život

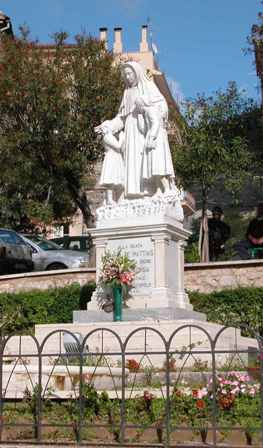
Socha Marie De Mattias ve Vallecorse

Narodila se dne 4. února 1805 ve Vallecorse v provincii Frosinone do věřící rodiny vyšší třídy. Byla druhou ze čtyř dětí Giovanniho de Mattias a Ottavie de Angelis. Protože její rodina disponovala majetkem a bohatstvím, nebylo pro ni a její sourozence bezpečné hrát si venku (bandité praktikovali únosy dětí za výkupné). Ačkoli se dívkám v té doby běžně nedostávalo formální vzdělání, dokázala se naučit číst a psát. V mládí byla uzavřená a soustředila se více na svůj vzhled než na náboženství. Byla pyšná na své dlouhé vlasy a hodiny trávila před zrcadlem pózováním a aranžováním oblečení. V 16 letech ji však inspirovala mystická vize a rozhodla se vymanit ze své chráněné výchovy.
V roce 1822 vyslechla kázání sv. Gaspara del Bufalo, zakladatele kongregace Misionářů Nejsvětější krve, když navštívil její město. Rozhodla se, že zasvětí svůj život péči o potřebné a hlásáním Božího slova. Měla velkou oddanost Kristově Krvi, kterou viděla jako symbol Kristova sebeobětování, a rozhodla se jí zasvětit své dílo. Dne 4. března 1834, ve věku 29 let, založila s pomocí bl. Giovanniho Merliniho ženskou řeholní kongregaci Sester adorátorek Kristovy krve a do kongregace také sama vstoupila. Poté se věnovala poslání své kongregace, a to výuce dívek.
Více než 30 let strávila cestováním po Itálii, aby svoji kongregaci rozšiřovala. I dlouhé vzdálenosti často chodila pěšky nebo na hřbetu osla. V místech, která navštívila, také podávala svědectví o Ježíšově vykupitelské lásce. Během jejího života založila její kongregace přes 70 řeholních komunit po celé Evropě.
Zemřela v Římě dne 20. srpna 1866 a pohřbena byla na římském hřbitově Campo Verano. Později byly její ostatky přeneseny do kaple mateřského dumu jí založené kongregace v Římě.

## Úcta
Její beatifikační proces započal dne 2. prosince 1903, čímž obdržela titul služebnice Boží. Dne 26. února 1936 ji papež Pius XI. podepsáním dekretu o jejích hrdinských ctnostech prohlásil za ctihodnou.
Blahořečena pak byla dne 1. října 1950 v bazilice sv. Petra papežem Piem XII. Svatořečena byla dne 18. května 2003 na Svatopetrském náměstí papežem sv. Janem Pavlem II.
Její památka je připomínána 20. srpna. Bývá zobrazována v řeholním oděvu. Je patronkou jí založené kongregace.